# Шарбель Тума
Шарбель Тума (швед. Sharbel Touma, араб. شربل توما, нар. 25 березня 1979, Бейрут) — шведський футболіст ассирійського походження, півзахисник клубу «Сиріанска».
Насамперед відомий виступами за клуби «Юргорден» та «Боруссія» (Менхенгладбах), а також національну збірну Швеції.

## Клубна кар'єра
У дорослому футболі дебютував 1994 року виступами за команду клубу «Сиріанска», в якій провів два сезони, взявши участь лише у 1 матчі чемпіонату. 
Своєю грою за цю команду привернув увагу представників тренерського штабу клубу «Юргорден», до складу якого приєднався 1997 року. Відіграв за команду з Стокгольма наступні два сезони своєї ігрової кар'єри. Більшість часу, проведеного у складі «Юргордена», був основним гравцем команди.
Протягом 2000—2001 років захищав кольори команди клубу АІК.
У 2002 році уклав контракт з клубом «Гальмстад», у складі якого провів наступні два роки своєї кар'єри гравця.  Граючи у складі «Гальмстада» також здебільшого виходив на поле в основному складі команди.
З 2004 року три сезони захищав кольори команди клубу «Твенте».  Тренерським штабом нового клубу також розглядався як гравець «основи».
З 2007 року два сезони захищав кольори команди клубу «Боруссія» (Менхенгладбах). 
Згодом з 2009 по 2010 рік грав у складі команд клубів «Іракліс» та «Юргорден».
До складу клубу «Сиріанска» приєднався 2011 року. Наразі встиг відіграти за команду із Седертельє 49 матчів в національному чемпіонаті.

## Виступи за збірні
У 2001 році залучався до складу молодіжної збірної Швеції. На молодіжному рівні зіграв у 1 офіційному матчі.
У тому ж році дебютував в офіційних матчах у складі національної збірної Швеції. Провів у формі головної команди країни 2 матчі.

## Титули і досягнення
- Переможець Кубка Інтертото (1):

Твенте: 2006